# Тан Линь
Тан Линь (кит. упр. 唐琳, пиньинь Táng Lín, р.7 мая 1976) — китайская дзюдоистка, олимпийская чемпионка.

## Биография
Тан Линь родилась в 1976 году в уезде Вэйюань городского округа Нэйцзян провинции Сычуань. С 1990 года вошла в сборную провинции Сычуань по дзюдо, в 1995 году выиграла Кубок КНР и вошла в национальную сборную. В 1997 году завоевала бронзовую медаль Восточноазиатских игр, в 1998 году стала чемпионкой Азиатских игр. В 2000 году стала чемпионкой летних Олимпийских игр в Сиднее.